# Llista de monuments de Sant Climent Sescebes
Llista de monuments de Sant Climent Sescebes inclosos en l'Inventari del Patrimoni Arquitectònic de Catalunya per al municipi de Sant Climent Sescebes (Alt Empordà). Inclou els inscrits en el Registre de Béns Culturals d'Interès Nacional (BCIN) amb la classificació de monuments històrics i els Béns Culturals d'Interès Local (BCIL) de caràcter arquitectònic.
| Monument                                               | Protecció | Estil/època            | Localització                                                                               | Coordenades                                          | Codi?     | Imatge |
| ------------------------------------------------------ | --------- | ---------------------- | ------------------------------------------------------------------------------------------ | ---------------------------------------------------- | --------- | --- |
| Barraca de vinya                                       |           | Obra popular XVIII     | Sant Climent Sescebes A 1 km al nord, camí de Vilartolí                                    | 42° 22′ 42″ N, 2° 58′ 34″ E / 42.378450°N,2.976068°E | IPA-20248 | Carregueu una nova foto d'aquest monument                                                                                                   |
| Veïnat de Vilartolí                                    |           | Obra popular XVIII     | Sant Climent Sescebes Veïnat de Vilartolí                                                  | 42° 23′ 28″ N, 2° 58′ 18″ E / 42.391049°N,2.971763°E | IPA-20249 | Veïnat de Vilartolí (Sant Climent Sescebes) · Vegeu més fotos d'aquest monument · Carregueu una nova foto d'aquest monument                 |
| Restes del pont medieval de Vilartolí                  |           | Obra popular XIV       | Sant Climent Sescebes A llevant del camí a Vilartolí, damunt la riera d'Anyet              | 42° 23′ 21″ N, 2° 58′ 25″ E / 42.389154°N,2.973574°E | IPA-20250 | Carregueu una nova foto d'aquest monument                                                                                                   |
| Pou de Vilartolí                                       |           | Obra popular XVIII     | Sant Climent Sescebes Al nord del nucli de Vilartolí                                       | 42° 23′ 29″ N, 2° 58′ 15″ E / 42.391409°N,2.970955°E | IPA-20251 | Carregueu una nova foto d'aquest monument                                                                                                   |
| Can Carreres, Can Carreras                             |           | Obra popular XVI       | Sant Climent Sescebes Al sud del nucli de Vilartolí                                        | 42° 23′ 23″ N, 2° 58′ 19″ E / 42.389739°N,2.971964°E | IPA-20252 | Carregueu una nova foto d'aquest monument                                                                                                   |
| Pont Vell                                              |           | Obra popular XV        | Sant Climent Sescebes A l'extrem sud-oest del poble, damunt la riera d'Anyet               | 42° 22′ 06″ N, 2° 58′ 44″ E / 42.368337°N,2.978957°E | IPA-20253 | Pont Vell (Sant Climent Sescebes) · Vegeu més fotos d'aquest monument · Carregueu una nova foto d'aquest monument                           |
| Cal Metge Vell                                         |           | Obra popular XX Final  | Sant Climent Sescebes C. del Sol, 22                                                       | 42° 22′ 13″ N, 2° 58′ 57″ E / 42.370206°N,2.982363°E | IPA-20254 | Cal Metge Vell (Sant Climent Sescebes) · Vegeu més fotos d'aquest monument · Carregueu una nova foto d'aquest monument                      |
| Església de Sant Climent Sescebes                      |           | Barroc XVI, XVII       | Sant Climent Sescebes C. de l'Església, 4                                                  | 42° 22′ 08″ N, 2° 58′ 49″ E / 42.368833°N,2.980201°E | IPA-20255 | Església de Sant Climent Sescebes · Vegeu més fotos d'aquest monument · Carregueu una nova foto d'aquest monument                           |
| Restes de la muralla i portal de Sant Climent Sescebes |           | Obra popular XIII      | Sant Climent Sescebes Al principi del c. Sant Sebastià venint del c. Nou                   | 42° 22′ 10″ N, 2° 58′ 48″ E / 42.369576°N,2.979916°E | IPA-20256 | Restes de la Muralla i Portal de Sant Climent Sescebes · Vegeu més fotos d'aquest monument · Carregueu una nova foto d'aquest monument      |
| Búnquer de l'Ullastre                                  |           | Obra popular XX Mitjan | Sant Climent Sescebes Ctra GI-602, km 8, terrenys del restaurant Mas Ullastre              | 42° 21′ 48″ N, 2° 58′ 25″ E / 42.363311°N,2.973548°E | IPA-38705 | Búnquer de l'Ullastre (Sant Climent Sescebes) · Vegeu més fotos d'aquest monument · Carregueu una nova foto d'aquest monument               |
| Ermita de la Santa Fe dels Solers                      |           | Preromànic VIII        | Sant Climent Sescebes Veïnat els Solers, a 5 km a tramuntana de Sant Climent               | 42° 24′ 55″ N, 2° 57′ 46″ E / 42.415203°N,2.962881°E | IPA-38706 | Carregueu una nova foto d'aquest monument                                                                                                   |
| Ajuntament                                             |           | Obra popular XX Final  | Sant Climent Sescebes C. Magre, 21                                                         | 42° 22′ 10″ N, 2° 58′ 51″ E / 42.369427°N,2.980766°E | IPA-38720 | Ajuntament (Sant Climent Sescebes) · Vegeu més fotos d'aquest monument · Carregueu una nova foto d'aquest monument                          |
| Casa al carrer Major, 17                               |           | Obra popular XIX Inici | Sant Climent Sescebes C. Major, 17                                                         | 42° 22′ 07″ N, 2° 58′ 48″ E / 42.368540°N,2.979898°E | IPA-38721 | Casa al carrer Major, 17 (Sant Climent Sescebes) · Vegeu més fotos d'aquest monument · Carregueu una nova foto d'aquest monument            |
| Casa al carrer Icària - carrer Nou                     |           | Obra popular XVIII, XX | Sant Climent Sescebes C. Nou, 9                                                            | 42° 22′ 11″ N, 2° 58′ 48″ E / 42.369693°N,2.980134°E | IPA-38722 | Casa al carrer Icària - carrer Nou (Sant Climent Sescebes) · Vegeu més fotos d'aquest monument · Carregueu una nova foto d'aquest monument  |
| Casa Enric                                             |           | Obra popular XX        | Sant Climent Sescebes Pl. Major, 4                                                         | 42° 22′ 08″ N, 2° 58′ 47″ E / 42.368909°N,2.979691°E | IPA-38723 | Casa Enric (Sant Climent Sescebes) · Vegeu més fotos d'aquest monument · Carregueu una nova foto d'aquest monument                          |
| Casa Laia                                              |           | Obra popular XIX       | Sant Climent Sescebes C. Magre, 16                                                         | 42° 22′ 08″ N, 2° 58′ 50″ E / 42.369022°N,2.980505°E | IPA-38724 | Casa Laia (Sant Climent Sescebes) · Vegeu més fotos d'aquest monument · Carregueu una nova foto d'aquest monument                           |
| Can Massot                                             |           | Obra popular XVIII     | Sant Climent Sescebes C. Major, 2                                                          | 42° 22′ 10″ N, 2° 58′ 48″ E / 42.369382°N,2.980001°E | IPA-38725 | Can Massot (Sant Climent Sescebes) · Vegeu més fotos d'aquest monument · Carregueu una nova foto d'aquest monument                          |
| Can Miquel Martín                                      |           | Obra popular XVIII, XX | Sant Climent Sescebes Horta de Sant Climent, al nord del poble                             | 42° 22′ 16″ N, 2° 58′ 47″ E / 42.371093°N,2.979672°E | IPA-38793 | Can Miquel Martín (Sant Climent Sescebes) · Vegeu més fotos d'aquest monument · Carregueu una nova foto d'aquest monument                   |
| Can Mis                                                |           | Obra popular XIX       | Sant Climent Sescebes Al sud del veïnat dels Fogons, a uns 130 m al sud-est del nucli urbà | 42° 22′ 02″ N, 2° 58′ 42″ E / 42.367189°N,2.978252°E | IPA-38797 | Can Mis (Sant Climent Sescebes) · Vegeu més fotos d'aquest monument · Carregueu una nova foto d'aquest monument                             |
| Can Roca                                               |           | Obra popular XX        | Sant Climent Sescebes C. Espolla, 40                                                       | 42° 22′ 04″ N, 2° 58′ 49″ E / 42.367747°N,2.980378°E | IPA-38798 | Can Roca (Sant Climent Sescebes) · Vegeu més fotos d'aquest monument · Carregueu una nova foto d'aquest monument                            |
| Escoles Públiques, CEIP Sant Sebastià                  |           | Obra popular XX Mitjan | Sant Climent Sescebes C. Icària, 17                                                        | 42° 22′ 12″ N, 2° 58′ 54″ E / 42.370071°N,2.981762°E | IPA-38799 | Carregueu una nova foto d'aquest monument                                                                                                   |
| Centre Social la Concòrdia, Bar La Societat            |           | Obra popular XX Mitjan | Sant Climent Sescebes Pl. Carles Cusí, 4                                                   | 42° 22′ 10″ N, 2° 58′ 53″ E / 42.369337°N,2.981391°E | IPA-38800 | Centre Social la Concòrdia (Sant Climent Sescebes) · Vegeu més fotos d'aquest monument · Carregueu una nova foto d'aquest monument          |
| Horta d'en Cusí                                        |           | Obra popular XX Inici  | Sant Climent Sescebes Paratge de l'Horta d'en Cusí                                         | 42° 21′ 44″ N, 2° 58′ 42″ E / 42.362118°N,2.978357°E | IPA-38801 | Carregueu una nova foto d'aquest monument                                                                                                   |
| Mas els Solers                                         |           | Obra popular XVII      | Sant Climent Sescebes Paratge dels Solers                                                  | 42° 24′ 56″ N, 2° 57′ 36″ E / 42.415547°N,2.960114°E | IPA-38802 | Carregueu una nova foto d'aquest monument                                                                                                   |
| Mas Navara, Mas de Dalt                                |           | Obra popular XVII      | Sant Climent Sescebes Veïnat d'Ullastre, paratge de la serra d'Ullastre                    | 42° 21′ 51″ N, 2° 58′ 19″ E / 42.364224°N,2.971914°E | IPA-38803 | Carregueu una nova foto d'aquest monument                                                                                                   |
| Mas Petraca, Mas Cosí, Mas Cusí                        |           | Obra popular XVIII     | Sant Climent Sescebes Paratge de l'Horta d'en Cusí                                         | 42° 21′ 41″ N, 2° 58′ 36″ E / 42.361303°N,2.976615°E | IPA-38804 | Carregueu una nova foto d'aquest monument                                                                                                   |
| Pont Nou                                               |           | Obra popular XX        | Sant Climent Sescebes Ctra. GI-602, km 8, a l'entrada sud-oest del poble                   | 42° 21′ 59″ N, 2° 58′ 47″ E / 42.366410°N,2.979674°E | IPA-38805 | Pont Nou (Sant Climent Sescebes) · Vegeu més fotos d'aquest monument · Carregueu una nova foto d'aquest monument                            |
| Pous de Sant Climent                                   |           | Obra popular XVIII     | Sant Climent Sescebes C. del Sol - c. Vic                                                  | 42° 22′ 13″ N, 2° 58′ 57″ E / 42.370301°N,2.982405°E | IPA-38806 | Carregueu una nova foto d'aquest monument                                                                                                   |
| Mas Ullastre, Restaurant Ullastre                      |           | Obra popular XVIII     | Sant Climent Sescebes Ctra. GI-602 Capmany-Vilajuïga, km 7, paratge de la serra d'Ullastre | 42° 21′ 48″ N, 2° 58′ 22″ E / 42.363256°N,2.972904°E | IPA-38807 | Carregueu una nova foto d'aquest monument                                                                                                   |
| Travessia de la plaça de l'Església                    |           | Obra popular XVIII     | Sant Climent Sescebes Pl. de l'Església - c. Major                                         | 42° 22′ 08″ N, 2° 58′ 48″ E / 42.368869°N,2.979910°E | IPA-38808 | Travessia de la plaça de l'Església (Sant Climent Sescebes) · Vegeu més fotos d'aquest monument · Carregueu una nova foto d'aquest monument |
| Cal Pagès                                              |           | Obra popular XVIII     | Sant Climent Sescebes Veïnat de Vilartolí                                                  | 42° 23′ 33″ N, 2° 58′ 24″ E / 42.392414°N,2.973378°E | IPA-39296 | Carregueu una nova foto d'aquest monument                                                                                                   |